# هالفدان ماهلر
د. هالفدان ماهلر (بالدنماركية: Halfdan Mahler)‏ (21 أبريل 1923 - 14 ديسمبر 2016) هو طبيب دنماركي. تولى منصب المدير العام لمنظمة الصحة العالمية WHO لثلاث فترات، ولد في 21 إبريل 1932 في مدينة يوتلاند الدنماركية، وقد عرف بجهوده المضنية لمكافحة مرض السل، كما كان له دور بارز في تأسيس إعلان ألما-آتا الذي عرف مفهوم الصحة للجميع لاستراتيجية عام 2000.

## روابط خارجية
- هالفدان ماهلر على موقع مونزينجر (الألمانية)